# Syneches quadraginta
Syneches quadraginta är en tvåvingeart som beskrevs av Jones 1940. Syneches quadraginta ingår i släktet Syneches och familjen puckeldansflugor.
Artens utbredningsområde är Uganda. Inga underarter finns listade i Catalogue of Life.